# Nazionale maschile under 20 di calcio della Germania
La Nazionale di calcio tedesca Under-20 è la rappresentativa calcistica Under-20 della Germania ed è posta sotto l'egida della Deutscher Fussball-Bund

## Partecipazioni a competizioni internazionali

### Mondiali Under-20
| Anno   | Piazzamento      | G               | V               | N*              | P               | GF              | GS              |
| ------ | ---------------- | --------------- | --------------- | --------------- | --------------- | --------------- | --------------- |
| 1977   | Non qualificata  | Non qualificata | Non qualificata | Non qualificata | Non qualificata | Non qualificata | Non qualificata |
| 1979   | Non qualificata  | Non qualificata | Non qualificata | Non qualificata | Non qualificata | Non qualificata | Non qualificata |
| 1981   | Campione         | 6               | 5               | 0               | 1               | 12              | 4               |
| 1983   | Non qualificata  | Non qualificata | Non qualificata | Non qualificata | Non qualificata | Non qualificata | Non qualificata |
| 1985   | Non qualificata  | Non qualificata | Non qualificata | Non qualificata | Non qualificata | Non qualificata | Non qualificata |
| 1987   | Secondo posto    | 6               | 4               | 2               | 0               | 14              | 3               |
| 1989   | Non qualificata  | Non qualificata | Non qualificata | Non qualificata | Non qualificata | Non qualificata | Non qualificata |
| 1991   | Non qualificata  | Non qualificata | Non qualificata | Non qualificata | Non qualificata | Non qualificata | Non qualificata |
| 1993   | Primo turno      | 3               | 1               | 1               | 1               | 4               | 4               |
| 1995   | Primo turno      | 3               | 0               | 2               | 1               | 3               | 4               |
| 1997   | Non qualificata  | Non qualificata | Non qualificata | Non qualificata | Non qualificata | Non qualificata | Non qualificata |
| 1999   | Primo turno      | 3               | 1               | 0               | 2               | 5               | 4               |
| 2001   | Ottavi di finale | 4               | 2               | 0               | 2               | 9               | 6               |
| 2003   | Primo turno      | 3               | 1               | 0               | 2               | 3               | 5               |
| 2005   | Quarti di finale | 5               | 2               | 1               | 2               | 6               | 5               |
| 2007   | Non qualificata  | Non qualificata | Non qualificata | Non qualificata | Non qualificata | Non qualificata | Non qualificata |
| 2009   | Quarti di finale | 5               | 3               | 1               | 1               | 11              | 5               |
| 2011   | Non qualificata  | Non qualificata | Non qualificata | Non qualificata | Non qualificata | Non qualificata | Non qualificata |
| 2013   | Non qualificata  | Non qualificata | Non qualificata | Non qualificata | Non qualificata | Non qualificata | Non qualificata |
| 2015   | Quarti di finale | 5               | 4               | 1               | 0               | 18              | 3               |
| 2017   | Ottavi di finale | 4               | 1               | 1               | 2               | 6               | 8               |
| 2019   | Non qualificata  | Non qualificata | Non qualificata | Non qualificata | Non qualificata | Non qualificata | Non qualificata |
| 2023   | Non qualificata  | Non qualificata | Non qualificata | Non qualificata | Non qualificata | Non qualificata | Non qualificata |
| Totale | 11/22            | 47              | 24              | 9               | 14              | 91              | 51              |

## Palmarès
- Campionato mondiale di calcio Under-20: 1

1981
- Torneo Quattro Nazioni: 7

2003-2004, 2004-2005, 2006-2007, 2007-2008, 2010-2011, 2011-2012, 2012-2013

## Tutte le rose

### Campionato mondiale di calcio Under-20
Campionato del mondo Under-20 19811 Vollborn, 2 Winklhofer, 3 Schmidkunz, 4 Nushöhr, 5 Trieb, 6 Zorc, 7 Brunner, 8 Anthes, 9 Herbst, 10 Loose, 11 Wohlfarth, 12 Wilk, 13 Schön, 14 Aulbach, 15 Sievers, 16 Brummer, 17 Scharold, 18 Hermann, CT: Weise
Campionato del mondo Under-20 19871 Brunn, 2 Heidenreich, 3 Luginger, 4 Metz, 5 Strehmel, 6 Schneider, 7 Spyrka, 8 Dammaier, 9 Epp, 10 Möller, 11 Eichenauer, 12 Clauss, 13 Witeczek, 14 Klinkert, 15 Reinhardt, 16 Würzburger, 17 Claasen, 18 Preetz, CT: Vogts
Campionato del mondo Under-20 19931 Wache, 2 Protzel, 3 Meissner, 4 Stark, 5 Schwiderowski, 6 Eberl, 7 Ramelow, 8 Jörres, 9 Jancker, 10 Hamann, 11 Breitenreiter, 12 Hummel, 13 Lieberknecht, 14 Reis, 15 Burghartsweiser, 16 Lenhart, 17 Schmidt, 18 Bluhm, CT: Bonhof
Campionato del mondo Under-20 19951 Jentzsch, 2 Riethmann, 3 Stern, 4 Doğan, 5 Chylla, 6 Egler, 7 Hinz, 8 Büttner, 9 Rath, 10 Gerster, 11 Fährmann, 12 Wieland, 13 Sumelka, 14 Walle, 15 Fischer, 16 Helbig, 17 Küntzel, 18 Bettenstaedt, CT: Dörner
Campionato del mondo Under-20 19991 Hildebrand, 2 Rosen, 3 Schramm, 4 Rapp, 5 Lechner, 6 Stuckmann, 7 Voss, 8 Rothholz, 9 Mutzel, 10 Falk, 11 Schäper, 12 Wessels, 13 Kaul, 14 Forkel, 15 Timm, 16 Kern, 17 Yilmaz, 18 Gensler, CT: Stöber
Campionato del mondo Under-20 20011 Starke, 2 Preuß, 3 Fickert, 4 Lapaczinski, 5 Zepek, 6 Gemiti, 7 Doğan, 8 Balitsch, 9 Auer, 10 Teber, 11 Burkhardt, 12 Mikolajczak, 13 Jones, 14 Tiffert, 15 Kling, 16 Hinkel, 17 Jungnickel, 18 Schlösser, CT: Stielike
Campionato del mondo Under-20 20031 Walke, 2 Lell, 3 Meyer, 4 Huth, 5 Wingerter, 6 Rundio, 7 Trochowski, 8 Schulz, 9 Kneißl, 10 Masmanidis, 11 Patschinsky, 12 Grünberger, 13 Pander, 14 Fathi, 15 Chahed, 16 Lehmann, 17 Bührer, 18 Milchraum, 19 Kılıçaslan, 20 Banecki, 21 Ludwig, CT: Stielike
Campionato del mondo Under-20 20051 R. Adler, 2 Janker, 3 Compper, 4 Matip, 5 Schuon, 6 Ottl, 7 Delura, 8 Gentner, 9 N. Adler, 10 Senesie, 11 Jansen, 12 Tschauner, 13 Huber, 14 Reinhard, 15 Freis, 16 Hampel, 17 Cimen, 18 Thomik, 19 Bröker, 20 Banecki, 21 Domaschke, CT: Skibbe
Campionato del mondo Under-20 20091 Zieler, 2 Jung, 3 Vržogić, 4 Jungwirth, 5 L. Bender, 6 S. Bender, 7 Perthel, 8 Vrančić, 9 Sukuta-Pasu, 10 Holtby, 11 Schäffler, 12 Mickel, 13 Kopplin, 14 Schahin, 15 Aydilek, 16 Kaptan, 17 Funk, 18 Kempe, 19 Schulz, 20 Rodenberg, 21 Mielitz, CT: Hrubesch
Campionato del mondo Under-20 20151 Schwäbe, 2 Prömel, 3 Wittek, 4 Akpoguma, 5 Stark, 6 Weigl, 7 Öztunalı, 8 Steinmann, 9 Köpke, 10 Stendera, 11 Brandt, 12 Wellenreuther, 13 Hagn, 14 Syhre, 15 Kempf, 16 Bauer, 17 Dudziak, 18 Mukhtar, 19 Lohkemper, 20 Stefaniak, 21 Mesenhöler, CT: Wormuth
Campionato del mondo Under-20 20171 Brodersen, 2 Neumann, 3 Schad, 4 Ananou, 5 Gimber, 6 Fechner, 7 Conde, 8 Serdar, 9 Reese, 10 Ochs, 11 Mittelstädt, 12 Nicolas, 13 Bader, 14 Torunarigha, 15 Horn, 16 Neuhaus, 17 Iyoha, 18 Badu, 19 Knöll, 20 Arweiler, 21 Reimann, CT: Streichsbier